# Mohammed Osman
Mohammed Osman (Al-Qamishli, 1º gennaio 1994) è un calciatore olandese naturalizzato siriano, centrocampista del Lamphun Warrior e della nazionale siriana.

## Caratteristiche tecniche
È un trequartista.

## Carriera
Cresciuto nelle giovanili del Vitesse, ha esordito in prima squadra il 14 agosto 2015 in occasione del match vinto 3-0 contro il Roda JC.

## Statistiche

### Presenze e reti nei club
Statistiche aggiornate al 17 marzo 2018.
| Stagione        | Squadra         | Campionato      | Campionato | Campionato | Coppe nazionali | Coppe nazionali | Coppe nazionali | Coppe continentali | Coppe continentali | Coppe continentali | Altre coppe | Altre coppe | Altre coppe | Totale | Totale | Totale |
| Stagione        | Squadra         | Comp            | Pres       | Reti       | Comp            | Pres            | Reti            | Comp               | Pres               | Reti               | Comp        | Pres        | Reti        | Pres   | Reti   |        |
| --------------- | --------------- | --------------- | ---------- | ---------- | --------------- | --------------- | --------------- | ------------------ | ------------------ | ------------------ | ----------- | ----------- | ----------- | ------ | ------ | ------ |
| 2015-2016       | Vitesse         | ED              | 1          | 0          | CO              | 0               | 0               | UEL                | 0                  | 0                  |             | -           | -           | 1      | 0      |        |
| 2016-2017       | Vitesse         | ED              | 3          | 0          | CO              | 2               | 0               |                    | -                  | -                  |             | -           | -           | 5      | 0      |        |
| Totale Vitesse  | Totale Vitesse  | Totale Vitesse  | 4          | 0          |                 | 2               | 0               |                    | -                  | -                  |             | -           | -           | 6      | 0      |        |
| 2016-2017       | Jong Vitesse    | 2D              | 27         | 8          |                 | -               | -               |                    | -                  | -                  |             | -           | -           | 27     | 8      |        |
| 2017-2018       | Telstar         | 1D              | 19         | 7          | CO              | 1               | 0               |                    | -                  | -                  |             | -           | -           | 20     | 7      |        |
| 2017-2018       | Heracles Almelo | ED              | 4          | 0          | CO              | 0               | 0               |                    | -                  | -                  |             | -           | -           | 4      | 0      |        |
| Totale carriera | Totale carriera | Totale carriera | 53         | 15         |                 | 3               | 0               |                    | -                  | -                  |             | -           | -           | 56     | 15     |        |

#### Cronologia presenze e reti in Nazionale
| Cronologia completa delle presenze e delle reti in nazionale ― Siria | Cronologia completa delle presenze e delle reti in nazionale ― Siria | Cronologia completa delle presenze e delle reti in nazionale ― Siria | Cronologia completa delle presenze e delle reti in nazionale ― Siria | Cronologia completa delle presenze e delle reti in nazionale ― Siria | Cronologia completa delle presenze e delle reti in nazionale ― Siria | Cronologia completa delle presenze e delle reti in nazionale ― Siria | Cronologia completa delle presenze e delle reti in nazionale ― Siria |
| Data                                                                 | Città                                                                | In casa                                                              | Risultato                                                            | Ospiti                                                               | Competizione                                                         | Reti                                                                 | Note                                                                 |
| -------------------------------------------------------------------- | -------------------------------------------------------------------- | -------------------------------------------------------------------- | -------------------------------------------------------------------- | -------------------------------------------------------------------- | -------------------------------------------------------------------- | -------------------------------------------------------------------- | -------------------------------------------------------------------- |
| 6-1-2019                                                             | Sharja                                                               | Siria                                                                | 0 – 0                                                                | Palestina                                                            | Coppa d'Asia 2019 - 1º turno                                         | -                                                                    | 73’                                                                  |
| 10-1-2019                                                            | al-'Ayn                                                              | Giordania                                                            | 2 – 0                                                                | Siria                                                                | Coppa d'Asia 2019 - 1º turno                                         | -                                                                    |                                                                      |
| 15-1-2019                                                            | al-'Ayn                                                              | Australia                                                            | 3 – 2                                                                | Siria                                                                | Coppa d'Asia 2019 - 1º turno                                         | -                                                                    | 72’                                                                  |
| 19-11-2024                                                           | Volgograd                                                            | Russia                                                               | 4 – 0                                                                | Siria                                                                | Amichevole                                                           | -                                                                    | 65’                                                                  |
| Totale                                                               |                                                                      | Presenze                                                             | 4                                                                    |                                                                      | Reti                                                                 | 0                                                                    |                                                                      |